# François Wahl
François Wahl (* 13. Mai 1925 in Paris, Frankreich; † 15. September 2014 in Avilly-Saint-Léonard, Département Oise, Frankreich) war ein französischer Philosoph und Verleger.

## Leben
Wahl verlor im Alter von 18 Jahren seinen Vater, der Geschäftsführer der Pariser Galeries Lafayette war und 1943 als Jude verraten wurde. Nach dessen Ermordung im KZ Auschwitz schloss er sich dem Maquis an und kehrte 1944 anlässlich der Befreiung von Paris dorthin zurück. Er traf dort Elie Wiesel und kämpfte für die Unabhängigkeit von Israel zusammen mit der Untergrundorganisation Lechi.
Wahl studierte in Paris Philosophie und begann 1956 bei den Pariser Éditions du Seuil, wo er zusammen mit Paul Ricœur die Reihe L’Ordre philosophique gründete. Dort erschienen unter anderem Werke des Strukturalismus wie die von Roland Barthes und Jacques Lacan.
1991 zog sich Wahl aus der Tätigkeit des Verlegers zurück, um sich ganz dem Schreiben widmen zu können und publizierte zu Anfang bei Éditions du Seuil und später bei Fayard in Paris.
Wahl lebte mit dem kubanischen Poeten und Dramaturgen Severo Sarduy bis zu dessen Lebensende 1993 zusammen. Er war ein Freund von Michel Foucault und Paul Veyne.

## Veröffentlichungen
- Philosophie: La philosophie entre l’avant et l’après du structuralisme. Éditions du Seuil, Paris 1973, ISBN 2-02-000623-5.
- Introduction au discours du tableau. (= L’ordre philosophique). Éditions du Seuil, Paris 1996, ISBN 2-02-028985-7.
- Le Perçu. Fayard, Paris 2007, ISBN 978-2-213-63441-8.